# Еклиптички координатни систем
Еклиптички координатни систем је небески координатни систем код кога је основна раван еклиптика, односно раван Земљине орбите. Координате еклиптичког координатног система су еклиптичка лонгитуда (λ) и еклиптичка латитуда (β). Лонгитуда се мери од γ тачке (тачка пролећне равнодневице) у смеру супротном од кретања казаљке на сату (математички позитиван смер) и може имати вредност од 0° до 360°. Латитуда је угао између објекта и пројекције објекта на еклиптику, и може имати вредност од -90° (јужни еклиптички пол) до +90° (северни еклиптички пол). Центар еклиптичког координатног система могу бити Земља или Сунце. Еклиптички координатни систем је погодан за описивање тела Сунчевог система, посебно Сунца и планета, због тога што се крећу приближно у равни еклиптике (Сунце и Земља су увек на еклиптици, по дефиницији).